# Maria Bello
Pour les articles homonymes, voir Bello (homonymie).
Maria Bello, née le 18 avril 1967 à Norristown (Pennsylvanie), est une actrice et productrice américaine.
Elle est révélée par le rôle du Dr Anna Del Amico dans la série médicale populaire Urgences (1997-1998).
Elle perce au cinéma et multiplie les longs métrages : Permanent Midnight, Coyote Girls, Silver City, Fenêtre secrète et Assaut sur le central 13.
Ses prestations dans Lady Chance et A History of Violence sont saluées par les critiques et lui valent quelques récompenses. Dont deux citations aux Golden Globes : Le premier pour le prix de la meilleure actrice dans un second rôle et le deuxième, dans la catégorie meilleure actrice dans un film dramatique.
Elle mène alors une carrière prolifique avec Thank You for Smoking, World Trade Center, Lettre ouverte à Jane Austen, Tabou(s) et Le Chantage (2007). Mais connaît aussi des revers avec les échecs des films Downloading Nancy et La Momie : La Tombe de l'empereur Dragon, tous deux sortis en 2008.
Dès lors, elle alterne premiers et rôles secondaires : Les Vies privées de Pippa Lee, The Company Men (2010), les comédies Copains pour toujours (2010) et Copains pour toujours 2 ou encore Prisoners et Puzzle.
Elle fait aussi son retour à la télévision, sans en délaisser le cinéma. Elle occupe la vedette des éphémères Suspect numéro un New York et Touch. Sur grand écran, elle est notamment à l'affiche de McFarland, Demonic, La Cinquième Vague, Dans le noir, Max Steel et Every Day.
De 2017 à 2021, elle incarne Jacqueline « Jack » Sloane, une psychologue, à partir de la quinzième saison de la série NCIS : Enquêtes spéciales.

## Biographie

### Jeunesse et formation
Elle est née à Norristown, en Pennsylvanie, de Kathy, une infirmière scolaire et enseignante, et de Joe Bello,. Elle est d'origine italienne et polonaise. Son père vient de Montella en Campanie et sa mère est américaine polonaise.

### Carrière

#### Débuts et révélation
Diplômée en sciences politiques et se destinant à une carrière juridique, Maria Bello se consacre finalement au théâtre en se produisant dans des pièces Off-Broadway comme The Killer Inside Me, Smart Town Gals ou encore Big Problems,.
Elle se voit proposer un rôle régulier à la télévision dans la série d'espionnage Mr. et Mrs. Smith (1996), aux côtés de Scott Bakula. La série ne dépasse pas sa première saison de 13 épisodes.
Entre 1997 et 1998, elle est enfin révélée dans le rôle de la pédiatre passionnée Anna Del Amico dans la très populaire série médicale Urgences, invitée dans les trois derniers épisodes de la saison 3, elle intègre le générique pour la quatrième saison, ce rôle lui permet de remporter un Screen Actors Guild Award,,. Désireuse de se concentrer sur sa carrière au cinéma, elle quitte rapidement la série.
Elle passe au grand écran avec la production indépendante Permanent Midnight, de David Veloz, avec Ben Stiller et Elizabeth Hurley, qui convainc plutôt la critique en 1998.
L'année d'après, elle se fait remarquer dans le premier rôle féminin du polar Payback, aux côtés de Mel Gibson. Le film, écrit et réalisé par Brian Helgeland, est bien reçu par la critique et le public.
L'année suivante, elle tourne un documentaire au format IMAX intitulé Expédition panda en Chine. Elle est surtout à l'affiche de plusieurs films : son physique avantageux et sa fraîcheur lui permettent d'incarner tour à tour la manager du bar de Coyote Girls, en 2000, puis une chanteuse de karaoké dans Duos d'un jour, en 2001. Elle participe aussi à l'acclamé biopic Auto Focus, de Paul Schrader, où elle prête ses traits à une comédienne de la série Papa Schultz.

#### Percée critique

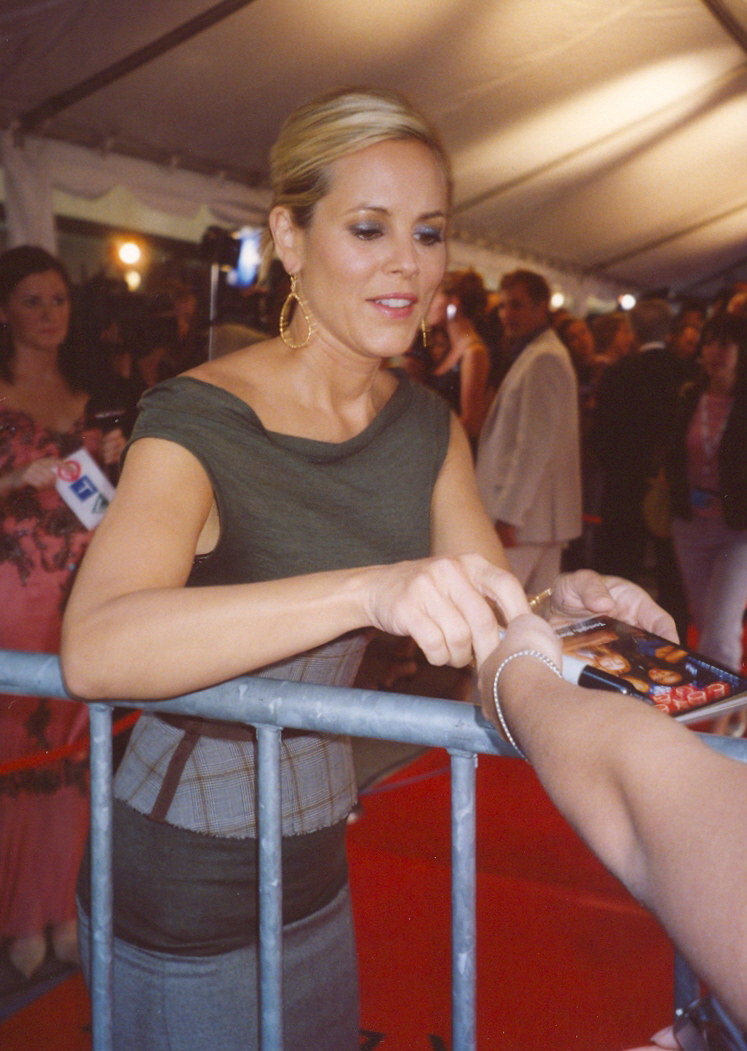
Au Festival international du film de Toronto 2005, pour Thank You for Smoking.

Puis en 2003, elle emporte l'adhésion de la critique dans le premier rôle féminin du drame indépendant Lady Chance, aux côtés de William H. Macy, qui fonctionne correctement au box-office, mais est largement plébiscité. La comédienne reçoit notamment un Satellite Award dans la catégorie « meilleure actrice dans un second rôle » et une nomination pour le Golden Globe de la meilleure actrice dans un second rôle.
Elle participe à la satire politique anti-Bush Silver City, avant de confirmer dans le drame. Elle incarne d'abord l'épouse du héros interprété par Johnny Depp dans le thriller psychologique Fenêtre secrète, adaptation d'une nouvelle de Stephen King, sorti en 2004. Puis décroche le premier rôle féminin du thriller d'action Assaut sur le central 13, aux côtés d'Ethan Hawke et Laurence Fishburne.
En 2005, sa carrière connaît son second sommet critique, avec le thriller A History of Violence, un énorme succès critique, qui vaut à l'actrice une poignée de nominations et quelques récompenses,. Elle décroche notamment une seconde citation pour un Golden Globes, cette fois-ci dans la catégorie meilleure actrice dans un film dramatique.
Sa performance lui permet d'enchaîner les films l'année suivante, dans des genres différents : tout d'abord le drame The Sisters, qui lui vaut quelques prix, puis l'acclamée comédie dramatique Thank You for Smoking, écrite et réalisée par Jason Reitman. Elle est aussi à l'affiche du drame familial Flicka, puis surtout du drame historique World Trade Center, mis en scène par Oliver Stone.
En 2007, elle est la tête d'affiche de la comédie dramatique The Jane Austen Book Club, où elle est entourée d'une jeune Emily Blunt et de la vétérane Kathy Baker, et participe à Tabou(s), le premier film d'Alan Ball, le créateur de la série Six Feet Under. Elle partage enfin l'affiche du thriller Le Chantage avec Pierce Brosnan.
L'année 2008 marque une rupture : le drame indépendant dont elle est la tête d'affiche, Downloading Nancy est un échec critique et commercial. Son premier blockbuster, La Momie : La Tombe de l'empereur Dragon, où elle remplace l'actrice britannique Rachel Weisz, est également très mal reçu par la critique, même s'il fonctionne commercialement.
Ses deux projets suivants lui permettent de renouer avec la critique et de travailler avec des partenaires prestigieux, dans des seconds rôles : en 2009, avec la comédie dramatique Les Vies privées de Pippa Lee, menée par Robin Wright, puis en 2010 avec le drame social The Company Men, écrit et réalisé par un ancien producteur d'Urgences, et mené par Ben Affleck avec les respectés Kevin Costner et Tommy Lee Jones.

#### Alternance cinéma et télévision

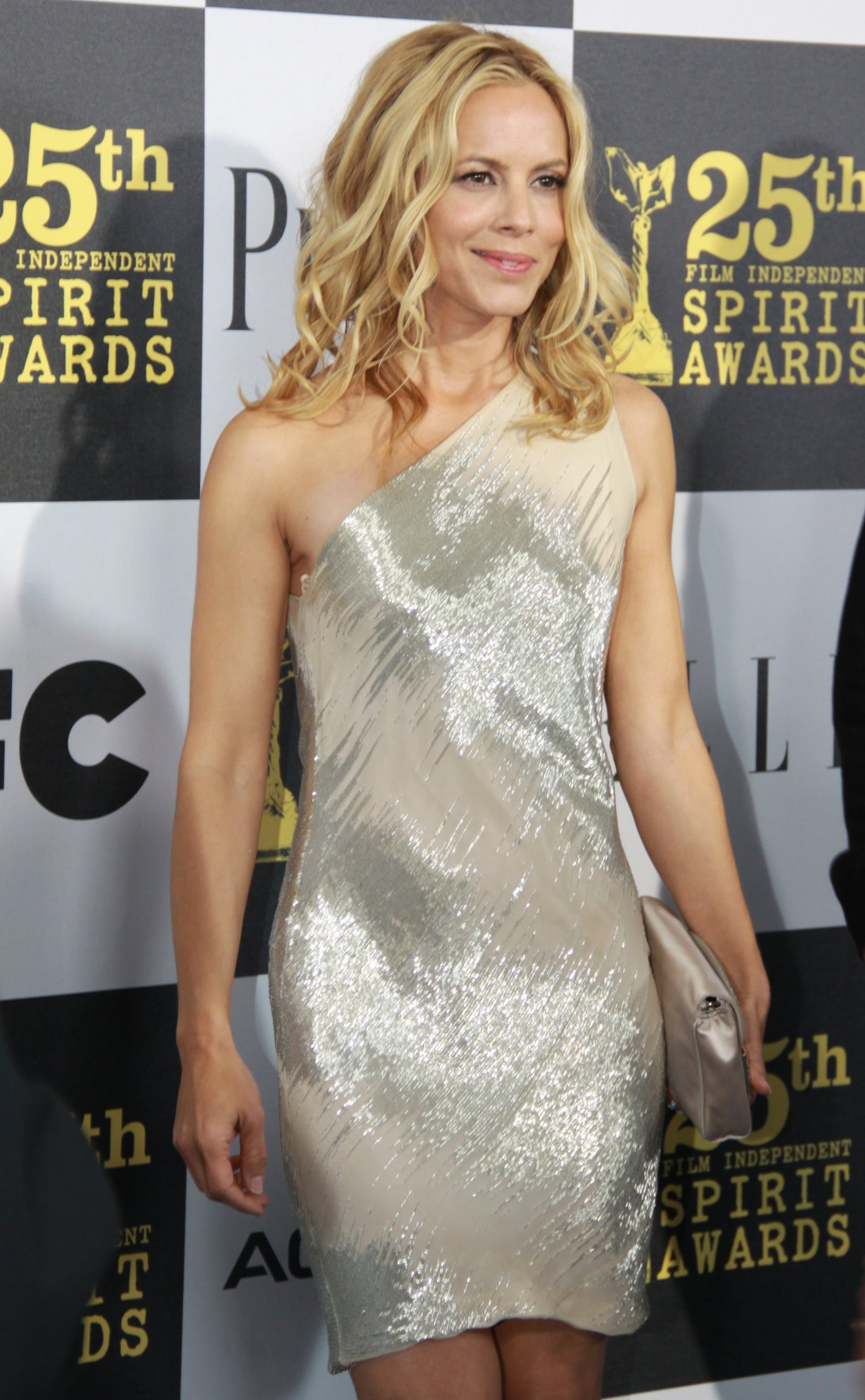
Aux Film Independent's Spirit Awards, en mars 2010, pour Beautiful Boy.

L'année qui suit est définitivement celle des compromis, puisqu'elle apparaît dans la comédie potache Copains pour toujours et joue dans deux épisodes de la série télévisée policière New York, unité spéciale.
Sa prestation convainc néanmoins les responsables de la chaîne, qui lui confient le rôle principal de la série policière Prime Suspect : celui de Jane Timoney, une flic caractérielle et impulsive. Malgré un soutien critique, la série ne dépasse pas sa commande initiale de 13 épisodes.
Cette année 2011, elle participe aussi au commercial thriller d'action Identité secrète, mais garde un pied dans le cinéma indépendant avec le drame Beautiful Boy, où elle a pour partenaire Michael Sheen.
En 2012, elle persiste à la télévision en intégrant la distribution de la série policière Touch, aux côtés de Kiefer Sutherland. En cas de renouvellement, l'actrice décide de ne pas renouveler son contrat pour une éventuelle troisième saison, en accord avec la production. Cependant, ce thriller ne dépasse pas sa seconde saison et s'arrête en 2013.

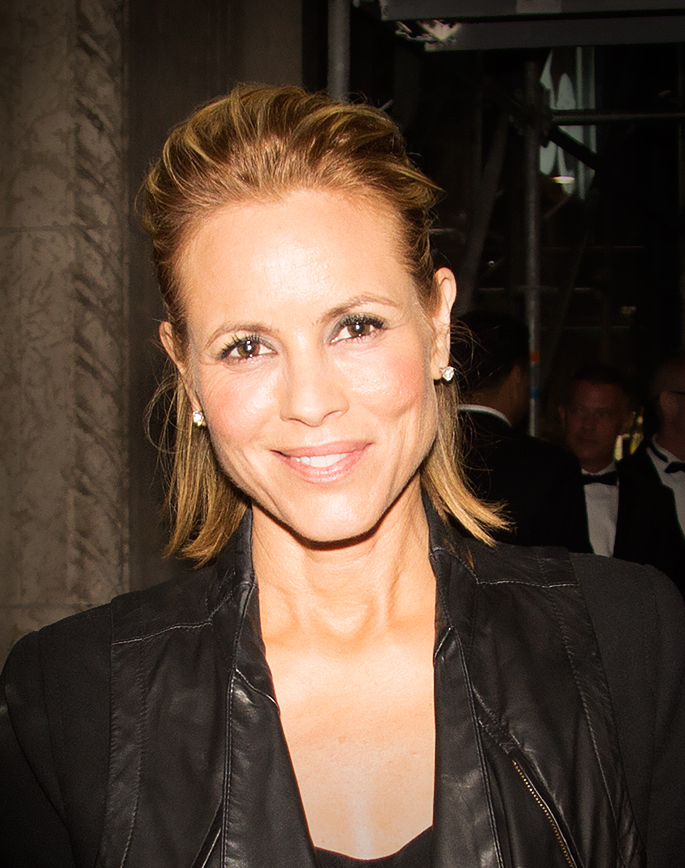
Au Festival international du film de Toronto 2013.

En 2013, elle fait partie du drame choral Puzzle de Paul Haggis, mais est aussi au casting de l'acclamé thriller psychologique Prisoners de Denis Villeneuve aux côtés de Hugh Jackman et Jake Gyllenhaal. Elle retrouve aussi son rôle de Sally Lamonsoff dans la comédie Copains pour toujours 2. L'année suivante, elle fait son retour à la télévision, en étant la tête d'affiche d'un téléfilm, le thriller Big Driver réalisé par Mikael Salomon.
En 2015, elle joue l'épouse du personnage principal incarné par Kevin Costner dans le drame sportif McFarland et mène le film d'horreur Demonic. La même année, elle écrit un livre, un essai personnel intitulé Whatever… Love Is Love…, le titre est tiré d'une phrase de son fils. Cet ouvrage aborde l'obsession des étiquettes.
En 2016, elle participe à plusieurs épisodes de la première saison de la série Goliath. La même année, elle joue la mère de Teresa Palmer dans le thriller horrifique produit par James Wan, Dans le noir sous la direction de David F. Sandberg. Deux ans plus tard et des rôles secondaires, elle est la mère d’Angourie Rice dans le drame fantastique Every Day.
Entre-temps, alors qu'elle doit rejoindre la huitième saison de The Walking Dead, elle préfère finalement intégrer le casting de la série NCIS : Enquêtes spéciales, dans le rôle de l'agent spécial Sloane. Elle fait sa première apparition dans le quatrième épisode de la saison 15. Elle a signé un contrat de trois ans avec CBS.

## Vie personnelle
Maria Bello a un fils, Jackson Blue McDermott, né le 5 mars 2001 de sa relation avec le producteur Dan McDermott.
Elle révèle publiquement en 2013, qu'elle vit en couple avec une femme, Clare Munn. Elle parle de sa situation familiale comme correspondant à celle d'une « famille moderne ».
En 2016, elle quitte sa compagne pour un homme de 29 ans, Elijah Allan-Blitz,. Après avoir posté une photo d'elle sur Instagram le 25 octobre 2017 avec son fiancé Elijah Allan-Blitz, elle tenant un automatique AR-15 et lui un Glock, Maria Bello crée la polémique et est critiquée par un grand nombre de fans de la série NCIS. L'un d'entre eux répond : « C'est une photo honteuse. J'ai toujours été un fan, mais idéaliser les attaques d'armes à feu après la tragédie de Las Vegas c'est au mieux maladroit et au pire insensible. Un fan en moins. Bonne chance pour NCIS »[réf. nécessaire].
Elle s'oppose fermement à une réélection de Donald Trump.
Après avoir rompu avec Elijah Allan-Blitz, elle est en couple avec Dominique Crenn, une cheffe cuisinière française installée à San Francisco. Celle-ci est la première femme aux États-Unis à se voir décerner trois étoiles au Guide Michelin, pour son restaurant l'Atelier Crenn (en). Elles se sont fiancées en décembre 2019 à Paris et mariées le 14 mai 2024 au Mexique.

## Filmographie

### Actrice

#### Cinéma
- 1992 : Maintenance de Jesse Feigelman : Eddie
- 1998 : Permanent Midnight de David Veloz : Kitty
- 1999 : Payback de Brian Helgeland : Rosie
- 2000 :
  - Coyote Girls (Coyote Ugly) de David McNally : Lil
  - Duos d'un jour (Duets) de Bruce Paltrow : Suzi Loomis
- 2001 :
  - Sam the Man de Gary Winick : Anastasia Powell
  - Expédition panda en Chine (China: The Panda Adventure) de Robert M. Young : Ruth Harkness
- 2002 :
  - Auto Focus de Paul Schrader : Sigrid Valdis
  - 100 Mile Rule de Brent Huff : Monica
- 2003 : Lady Chance (The Cooler) de Wayne Kramer : Natalie Belisario
- 2004 :
  - Fenêtre secrète (Secret Window) de David Koepp : Amy Rainey
  - Silver City de John Sayles : Nora Allardyce
- 2005 :
  - Assaut sur le central 13 (Assault on Precinct 13) de Jean-François Richet : Alex Sabian
  - The Sisters de Arthur Allan Seidelman : Marcia Prior Glass
  - A History of Violence de David Cronenberg : Edie Stall
  - The Dark de John Fawcett : Adèle
  - Thank You for Smoking de Jason Reitman : Polly Bailey
- 2006 :
  - World Trade Center de Oliver Stone : Donna McLoughlin
  - Flicka de Michael Mayer (en) : Nell McLaughlin
- 2007 :
  - Le Chantage (Butterfly on a Wheel) de Mike Barker : Abby Warner
  - Tabou(s) (Towelhead) de Alan Ball : Gail Monahan
  - Lettre ouverte à Jane Austen de Robin Swicord : Jocelyn
- 2008 :
  - The Yellow Handkerchief de Udayan Prasad : May
  - Downloading Nancy de Johan Renck : Nancy Stockwell
  - La Momie 3 : La Tombe de l'empereur Dragon (The Mummy: Tomb of the Dragon Emperor) de Rob Cohen : Evelyne Carnahan O’Connell
- 2009 : Les Vies privées de Pippa Lee (The Private Lives of Pippa Lee) de Rebecca Miller : Suky Sarkissian
- 2010 :
  - The Company Men de John Wells : Sally Wilcox
  - Copains pour toujours (Grown Ups) de Dennis Dugan : Sally Lamonsoff
  - Beautiful Boy de Shawn Ku : Kate Carroll
- 2011 :
  - Identité secrète (Abduction) de John Singleton : Mara Harper
  - Carjacked de John Bonito : Lorraine Burton
- 2013 :
  - Copains pour toujours 2 (Grown Ups 2) de Dennis Dugan : Sally Lamonsoff
  - Prisoners de Denis Villeneuve : Grace Dover
  - Puzzle de Paul Haggis : Theresa
- 2015 :
  - McFarland (McFarland, USA) de Niki Caro : Cheryl White
  - Demonic de Will Canon : Dr Elizabeth Klein
  - Dancing Heart (Bravetown) de Daniel Duran : Martha
- 2016 :
  - La 5ème Vague (The 5th Wave) de J Blakeson : Sergent Reznik
  - The Confirmation de Bob Nelson : Bonnie
  - Les âmes en suspens (en) de Dominic James : Jean
  - The Journey Is The Destination de Bronwen Hughes : Kathy (également productrice exécutive)
  - The late Bloomer de Kevin Pollak : Brenda Newmanns
  - Max Steel de Stewart Hendler : Molly McGrath
- 2017 : In Search of Fellini de Taron Lexton : Claire (également productrice exécutive)
- 2018 :
  - Every Day de Michael Sucsy : Lindsey, la maman de Rhiannon
  - Better Star Running de Brett Simon : Agent McFadden
  - Giant Little Ones de Keith Behrman : Carly Winter (également productrice exécutive)
- 2020 : L’Homme de l’eau (en) de David Oyelowo : Shérif Goodwin

#### Courts métrages
- 1994 : Morphosis de Peter Judson : Boss
- 2004 : Nobody's Perfect de Hank Azaria
- 2018 :
  - The Sun Ladies VR de Céline Tricart : Xate Shingali (voix) (également productrice exécutive)
  - Exit de Claire Edmondson : Kim (également productrice exécutive)

#### Télévision
Séries télévisées :
- 1995 :
  - Misery Loves Company : une ancienne élève de Joe (1 épisode)
  - L'Homme de nulle part : Emily Noonan (1 épisode)
  - L'As de la crime : Betsy (1 épisode)
  - 77 Sunset Strip : Spencer Bailey (pilote non retenu par The WB Television Network)
- 1996 : Un tandem de choc : Mackenzie King (1 épisode)
- 1996 - 1997 : Mr. et Mrs. Smith : Mrs. Smith (rôle principal - 13 épisodes)
- 1997 - 1998 : Urgences : Dr Anna Del Amico (invitée saison 3 épisodes 20 à 22, principale saison 4 - 25 épisodes)
- 2010 : New York, unité spéciale : Vivian Arliss (saison 12, épisodes 7 et 10)
- 2011 - 2012 : Prime Suspect : Jane Timoney (rôle principal - 13 épisodes)
- 2012 - 2013: Touch : Lucy (invitée saison 1, principale saison 2 - 10 épisodes)
- 2016 : Goliath : Michelle McBride (saison 1, 8 épisodes)
- 2017 - 2021 : NCIS : Enquêtes spéciales : Agent Jacqueline "Jackie" Sloane (principale saison 15 à 18)
- 2023 : Acharnés (Beef) : Jordan
- 2025 : The Waterfront : Mae Buckley

Téléfilm :
- 2014 : Détour mortel (Big Driver) de Mikael Salomon : Tess Thorne

### Productrice
- 2022 : The Woman King de Gina Prince-Bythewood

## Distinctions
Note : Cette section récapitule les principales récompenses et nominations obtenues par Maria Bello. Pour une liste plus complète, se référer à la base de données IMDb..

### Récompenses
- 1998 : 4e cérémonie des Screen Actors Guild Awards de la meilleure distribution pour une série télévisée dramatique pour Urgences (1997-1998) avec George Clooney, Anthony Edwards, Laura Innes, Alex Kingston, Eriq La Salle, Julianna Margulies, Gloria Reuben et Noah Wyle.
- 2001 : Blockbuster Entertainment Awards de la meilleure actrice dans un second rôle dans une comédie pour Coyote Girls (2000)
- 2002 : Lauréate du Prix de la star à en devenir au Fort Lauderdale International Film Festival.
- 2004 : 8e cérémonie des Satellite Awards de la meilleure actrice dans un second rôle pour Lady Chance (The Cooler) (2003).
- 2005 :
  - Lauréate du Prix du festival de la meilleure actrice pour The Sisters (2005) au Dixie Film Festival.
  - Golden Schmoes Awards de la meilleure actrice dans un second rôle de l'année dans un thriller pour A History of Violence (2005).
  - 40e cérémonie des Kansas City Film Critics Circle Awards de la meilleure actrice dans un second rôle dans un thriller pour A History of Violence (2005).
  - 71e cérémonie des New York Film Critics Circle Awards de la meilleure actrice dans un second rôle dans un thriller pour A History of Violence (2005).
  - Village Voice Film Poll de la meilleure actrice dans un second rôle dans un thriller pour A History of Violence (2005).
- 2006 :
  - Lauréate du Prix Colorado Film Society pour l'excellence dans sa carrière au Boulder International Film Festival.
  - 4e cérémonie des Central Ohio Film Critics Association Awards de la meilleure actrice dans un second rôle dans un thriller pour A History of Violence.
  - 19e cérémonie des Chicago Film Critics Association Awards de la meilleure actrice dans un second rôle dans un thriller pour A History of Violence.
  - Online Film Critics Society Award de la meilleure actrice dans un second rôle dans un thriller pour A History of Violence.
  - Lauréate du Prix du jury de la meilleure actrice dans un drame pour The Sisters au Festival international du film de RiverRun.
  - Lauréate du Prix Max Mara Face of the Future au Women in Film Crystal Awards.
- 2008 : Lauréate du Prix Peter J. Owens au Festival international du film de San Francisco.
- 2013 : 85e cérémonie des National Board of Review Awards pour la meilleure distribution pour Prisoners (2013) partagée avec Hugh Jackman, Jake Gyllenhaal, Viola Davis, Terrence Howard, Melissa Leo, Paul Dano, Dylan Minnette, Zoë Soul et Erin Gerasimovich.

### Nominations
- 2004 :
  - 61e cérémonie des Golden Globes de la meilleure actrice dans un second rôle pour Lady Chance.
  - Las Vegas Film Critics Society Awards de la meilleure actrice dans un second rôle pour Lady Chance .
  - 38e cérémonie des National Society of Film Critics Awards de la meilleure actrice dans un second rôle pour Lady Chance.
  - Online Film Critics Society Award de la meilleure actrice dans un second rôle pour Lady Chance.
  - 10e cérémonie des Screen Actors Guild Awards de la meilleure actrice dans un second rôle pour Lady Chance.
  - Vancouver Film Critics Circle Awards de la meilleure actrice dans un second rôle pour Lady Chance.
- 2005 :
  - Awards Circuit Community Awards de la meilleure actrice dans un second rôle dans un thriller pour A History of Violence.
  - 9e cérémonie des Satellite Awards de la meilleure actrice dans un second rôle dans un thriller pour A History of Violence.
  - Utah Film Critics Association Awards de la meilleure actrice dans un thriller pour A History of Violence.
- 2006 :
  - 11e cérémonie des Critics' Choice Movie Awards de la meilleure actrice dans un second rôle dans un thriller pour A History of Violence.
  - 63e cérémonie des Golden Globes de la meilleure actrice dans un film dramatique dans un thriller pour A History of Violence.
  - Gold Derby Awards de la meilleure actrice dans un second rôle dans un thriller pour A History of Violence.
  - International Online Cinema Awards de la meilleure actrice dans un second rôle dans un thriller pour A History of Violence.
  - Italian Online Movie Awards de la meilleure actrice dans un second rôle dans un thriller pour A History of Violence.
  - London Critics Circle Film Awards de la meilleure actrice de l'année dans un thriller pour A History of Violence.
- 2010 : 25e cérémonie des Independent Spirit Awards de la meilleure actrice pour Downloading Nancy.
- 2016 : BloodGuts UK Horror Awards de la meilleure actrice dans un second rôle pour Dans le noir.

## Voix francophones
En France, Déborah Perret est la voix régulière de Maria Bello. Virginie Ledieu, l'a également doublée à sept reprises à ses débuts.
Au Québec, elle est régulièrement doublée par Anne Bédard. Nathalie Coupal l'a doublée à quatre reprises.